# Alison i Peter Smithson
Alison Margaret Smithson i Peter Denham Smithson – brytyjscy
architekci, teoretycy i krytycy architektury. Alison urodziła się jako Alison Gill 22 czerwca 1928 w Sheffield, zmarła 14 sierpnia 1993 w Londynie. Peter urodził się 18 września 1923 w Stockton-on-Tees w hrabstwie Durham, a zmarł 3 marca 2003 w Londynie.

## Życiorys
Smithsonowie poznali się studiując na Uniwersytecie Durham w Newcastle upon Tyne, a od 18 sierpnia 1949 byli małżeństwem, mieli trójkę dzieci (Simon, Samantha i Soraya). Pracowali w londyńskim miejskim biurze planowania, a rok później założyli wspólne biuro architektoniczne, stając się także w życiu zawodowym nierozłączną parą.
Z początku pozostawali pod wpływem minimalistycznej architektury Miesa van der Rohe, zainspirowani monografią autorstwa Philipa Johnsona, poszukując sposobu na tworzenie architektury pozbawionej wszelkiego manieryzmu, a jednocześnie odpowiadającej wymogom i możliwościom współczesności. Do tego doszła inspiracja socjalną architekturą Skandynawii. Szybko jednak wypracowali własny pogląd na architekturę i urbanistykę, zauważając paradoks dehumanizacji architektury modernistycznej. W 1950 wygrali konkurs na szkołę w Hunstanton i szybko stali się znani. Podjęli współpracę z biurem inżynierskim Ove Arupa, przede wszystkim Peterem Jenkinsem. W latach 50. działali w ramach Team Ten m.in. z Bakemą i należąc do światowej awangardy, wywarli duży wpływ na rozwój późnego modernizmu, propagując hasło moralnej odpowiedzialności architektów za rozwój miast. Styl Smithsonów opisywano określeniem brutalizm, które wywodziło się z szorstkiej powierzchni ich budynków, wykonanych z nieuszlachetnianych materiałów, jednak w rzeczywistości stanowił sposób dostosowania współczesnej formy do zastanej sytuacji. Smithsonowie w swoich projektach podejmowali odwieczne problemy architektury omijane przez wielu modernistów, jak problem rozwiązania narożnika, czy problem solitera i tkanki.
W latach 70. popularność i wpływ Smithsonów gwałtownie zmalały, a oni sami wycofali się na dłuższy czas z aktywnego uprawiania architektury, poświęcając się teorii i nauczaniu. Przez 40 lat napisali wspólnie kilkadziesiąt książek i esejów, m.in. o architektonicznym definiowaniu terytorium. Podejmowane od początku lat 80. próby powrotu do projektowania (konkursy na Parc de La Villette i Nowej Biblioteki Aleksandryjskiej) zostały przerwane przez śmierć Alison.

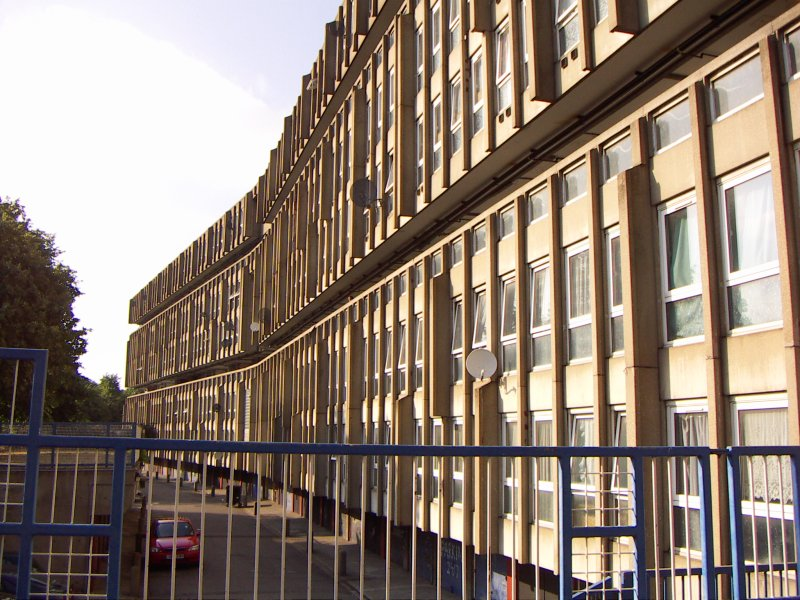
A. i P. Smithsonowie: Robin Hood Gardens w Londynie

## Wybrane dzieła
- Szkoła średnia Hunstanton w Norfolk, 1949-1954
- Dom Sugdenów w Watford, 1955-1956
- Dom przyszłości na wystawie Ideal Home Show w 1956
- Projekt dzielnicy rządowej w Berlinie, 1957-1958
- Pawilon Upper Lawn w Fonthill 1959-1961
- Biurowiec gazety The Economist w Londynie 1959-1964
- Osiedle Robin Hood Gardens w Londynie 1969-1972
- Budynki Uniwersytetu w Bath, w tym wydział architektury i budownictwa 1984-1988
- Ogród zimowy w domu Bruchhauserów w Bad Karlshafen (Niemcy), 1987